# 拿騷鎮區 (愛荷華州蘇縣)
拿騷鎮區（英語：Nassau Township）是位於美國愛荷華州蘇縣的一個行政鎮區。

## 地方資料
根據2010年美國人口普查的數據，拿騷鎮區的面積為93.77平方千米，當中陸地面積為93.73平方千米，而水域面積為0.04平方千米。當地共有人口2058人，而人口密度為每平方千米21.95人。